# Alberto Guerra
Alberto Guerra López (Ciudad Juárez, Chihuahua; 8 de mayo de 1944) es un entrenador mexicano y exfutbolista que se desempeñaba como delantero. Jugó para el Club Deportivo Guadalajara, el equipo del Club de Fútbol Monterrey y con el Atlético Potosino. Fue auxiliar del Director Técnico Javier De la Torre en las Chivas, en la época del Campeonísimo. Es padre de la cantante de rock Ely Guerra.

## Jugador
Nació en Ciudad Juárez, Chihuahua, pero a la corta edad de cinco años sus padres decidieron mudarse a la ciudad de Guadalajara, Jalisco, donde se unió a la categoría 2.ª. Infantil del Club Deportivo Guadalajara, jugando como interior de enlace. Recorrió varias categorías inferiores del club y jugó para la Selección Jalisco Juvenil.
Debutó el 23 de agosto de 1964 a la edad de 20 años, en un partido contra el Atlas de Guadalajara. Posteriormente en 1969 pasó a jugar con el equipo de Club de Fútbol Monterrey y después en 1974 con el Atlético Potosino donde terminó su carrera en 1976.

## Entrenador
Al retirarse se convierte en entrenador, siendo el primer equipo que dirige el Atlético Potosino, iniciando en las fuerzas inferiores y finalmente pasando a dirigir al primer equipo en la temporada 1978-1979. Después, dirigió en dos ocasiones al Club Deportivo Guadalajara, con el cual logra coronarse en la temporada 1986/87 y obtuvo dos subcampeonatos en 1982/83 y 1983/84.
En 1990 gana el Torneo de la Copa México dirigiendo a los Leones Negros de la U de G venciendo al Club América; en esa misma temporada obtiene otro subcampeonato de liga con los mismos Leones pero en final jugada contra el Puebla FC de Manuel Lapuente, con un marcador global de 6-3; después obtiene el bicampeonato de la Primera división "A" dirigiendo a los Tigres de la UANL en los torneos invierno 96 y verano 97, con lo que logra el ascenso a la primera división para el torneo invierno del 97.
Dirigió a la selección mexicana durante 3 partidos en el año de 1989, ganando los partidos correspondientes a la copa de la amistad contra las selecciones nacionales de Guatemala, El Salvador y Polonia.

## Palmarés

### Como entrenador
| Título               | Club                       | País   | Año           |
| -------------------- | -------------------------- | ------ | ------------- |
| Primera división     | Club Deportivo Guadalajara | México | 1986-87       |
| Copa México          | Leones Negros de la UdeG   | México | 1990/91       |
| Primera División 'A' | Tigres de la UANL          | México | Invierno 1996 |
| Primera División 'A' | Tigres de la UANL          | México | Verano 1997   |